# Вебер-Косто, Моника
Мо́ника Ве́бер-Ко́сто (нем. Monika Weber-Koszto; в замужестве — Шрек (нем. Schreck), также Класен (Clasen); род. 7 февраля 1966, Сату-Маре) — румынская и немецкая фехтовальщица на рапирах, 4-кратный призёр Олимпийских игр в командном первенстве, двукратная чемпионка мира в командном первенстве (1993 и 1999), чемпионка Германии. Заслуженный мастер спорта Румынии (1996).

## Биография
В 1984 году в возрасте 18 лет выиграла серебро Олимпийских игр в Лос-Анджелесе в командном первенстве в составе сборной Румынии (чемпионками стали спортсменки из ФРГ). 
В 1980-х годах переехала в Германию и со временем смогла пробиться в состав сильной немецкой сборной. В 1992 году на Олимпийских играх в Барселоне выиграла серебро в командном первенстве уже в составе сборной Германии, чемпионками стали итальянки. В 1993 году стала чемпионкой мира в Эссене в командном первенстве, в финале немецкие рапиристки были сильнее румынок. В 1996 году на Олимпийских играх в Атланте выиграла свою третью олимпийскую медаль в командном первенстве, на этот раз бронзу. В личном первенстве в Атланте Моника стала пятой.
В 1997 году в Кейптауне выиграла свою единственную награду чемпионатов мира в личном первенстве, став третьей. В 1999 году в Сеуле второй раз стала чемпионкой мира в командном первенстве. В том же 1999 году единственный раз в карьере дошла до финала чемпионата Европы в личном первенстве, но уступила Валентине Веццали. В 2000 году на своей четвёртой в карьере Олимпиаде она выиграла свою четвёртую олимпийскую награду в командном первенстве — бронзу. В личном первенстве в Сиднее Моника заняла 10-е место.
Была замужем за немецким рапиристом, олимпийским чемпионом и чемпионом мира Ульхрихом Шреком.